# دانسهول
الدانسهول هو نوع غنائي جامايكي تطورت في ثمانينات القرن العشرين. يتميّز الدانسهول بوجود دي جي يغني راب على ايقاعات سريعة وراقصة. إن إيقاعات الدانسهول أسرع من أيقاعات الريغي .

## اقرأ أيضاً
- ريغي